# Frank Godwin
Francis Goodwin, meglio conosciuto come Frank (Washington, 20 ottobre 1889 – 5 agosto 1959), è stato un illustratore e fumettista statunitense, noto per le sue strisce su Connie e le sue illustrazioni di libri per L'isola del tesoro, Kidnapped, Robinson Crusoe, Robin Hood e Re Artù.
È stato anche un prolifico illustratore editoriale e pubblicitario.

## Biografia
Nato a Washington, figlio del direttore del giornale cittadino Washington Star, nel 1905, all'età di 16 anni inizia come apprendista sulle pagine proprio del giornale del padre [American Art Archives: Frank Godwin]. Studia a New York presso la Art Students League, dove diviene amico di James Montgomery Flagg con cui condivide lo studio. Nel lavoro di Godwin si intravedono le influenze sia di Flagg sia di Charles Dana Gibson. Il critico e storico Jim Vadeboncoeur pone Godwin ai più alti ranghi:
(Vadeboncoeur, Jim. Illustrators: Frank Godwin.)

## Strisce a fumetti
Nel 1938, Godwin intervieve per sostituire l'illustratore Kemp Starrett sulla striscia quotidiana dello scrittore Paul Powell Roy Powers, Eagle Scout (la striscia ufficiale dei Boy Scouts of America), che continua ad illustrare fino al 1942 [Lambiek: Francis Godwin]. Due delle sue principali strisce viste nel corso di tre decenni, furono Rusty Riley (1948-1959) e Connie (1927-1944). Alcune fonti indicano il 1929 come la data di inizio per Connie. Hal Foster , Milton Caniff e Alex Raymond continuano ad essere ristampati con regolarità, mentre le strisce di Godwin sono difficilmente trovabili, anche in Europa, dove il suo lavoro viene maggiormente apprezzato, in particolare in Francia (dove tra l'altro Connie diventa Cora).
Nel 1952, Godwin dichiara: "Sono un ingegnere frustrato". Nel negozio di metalli e legnami al piano terra del suo studio nella Contea di Bucks, Pennsylvania, costruisce un modello di locomotiva a vapore della misura di 121,92 cm. Costruisce anche un telescopio da sei pollici con un dispositivo elettrico, che gli permette di seguire i percorsi delle stelle.